# Mas de la Vila (Talamanca)
El Mas de la Vila és un edifici del municipi de Talamanca (Bages) inclosa en l'Inventari del Patrimoni Arquitectònic de Catalunya.

## Descripció
Es tracta d'una casa pairal de grans dimensions, orientada a ponent. La façana principal encara conserva quatre contraforts per tal de fer més sòlid l'edifici i una entrada porxada que alhora fa de distribuïdor cap a les corts i cap a l'habitatge, amb portes semicirculars. Al primer pis presenta també una galeria de tres obertures semicirculars de diferent mida, molt modificades (a dos se'ls hi ha reduït la mida).
En el decurs dels anys la masia ha patit moltes transformacions i ampliacions cosa que fa difícil de reconèixer la seva fisonomia original. La Vila posseeix una teuleria, un forn de calç, una serradora i un forn de pega (tots ells actualment inutilitzats).

## Història
Des del 1304 tenim notícies de la família Vila i del mas que el tenien en alou dels senyors del castell de Talamanca. Un document procedent de l'arxiu de la família Vila, indica que Magí de Planella, senyor del castell i del terme, estableix, anys més tard que la família Vila serà perpètuament propietària del mas Vila i dels masets agregats: mas de la Torra, mas del Coscó i mas Castellar (actualment derruïts). D'aquesta manera des del primer establiment al s.XII, la casa sempre ha estat habitada la llarg de les generacions per la família Vila i els seus descendents i així ens ho demostren els fogatges de diversos anys (1497, 1553, 1594, 1735,1775). No va ser fins a l'any 1910 que amb la mort de la última pubilla Vila, la casa passà a mans del cognom Singla.